# Hambleton (Rutland)
Hambleton – wieś w Anglii, w hrabstwie Rutland. Leży 5 km na wschód od miasta Oakham i 134 km na północ od Londynu. W 2001 miejscowość liczyła 140 mieszkańców.